# Анджей Броніслав Грабовський
Анджей Броніслав Грабовський (19 листопада 1833, Краків — 2 вересня 1886, Львів) — художник. Старший брат художника Войцеха Грабовського. Сучасники вважали його художником романтичного типу. Вирізнявся оригінальним одягом та екстравагантною поведінкою.

## Життєвий шлях

### Родина
Батько — Францишек Грабовський. Матір — Соломія Копт (можливо Копф).

### Навчання
У 1849–1855 рр. навчався у Школі образотворчого мистецтва в Кракові, де заприятелював з Артуром Ґроттґером. З 1860 року навчався в академії у Відні, пізніше в Парижі та в академії в Мюнхені.

### Сім'я
Дружина — Марія Сабіна Ганна Брюль (нар.1846 — пом.2 березня 1916), донька Івана Германа та Генерози Павлини Келер, з якою обвінчався 16 травня 1868 року в Львівській катедрі.

### Вшанування пам'яті
Помер у Львові 2 вересня 1886 року і похований у полі № 18 на Личаківському цвинтарі до могили брата. Дружина пізніше (2 березня 1916) похована разом з ними.

### Творчість
У 1866 році оселився у Львові. Його майстерня знаходилася у будинку на вул. Личаківська, 15. У ранній період творчості малював романтичні руїни замків, гумористично загострені жанрові сцени — «Обірванці» (бл. 1853), «Рибалка» (бл. 1855—1856). «Автопортрет» (1862, Львівська національна галерея мистецтв імені Бориса Возницького) — намалював у драматичному освітленні, підкреслюючи романтичний конфлікт з оточенням.
3 1877 року завдяки Яну Матейці став професором Академії образотворчих мистецтв у Кракові.

## Техніка
Писав жанрові та історичні картини, портрети аристократії та своїх сучасників. Використовував широкі, енергійно покладені мазки, ефекти світлотіні, тонко окреслював градації стриманих тонів, влучно схоплював властиві особливості зображуваних мешканців міста. Його олійні портрети наповнені деякою експресією та високою ретельністю.
Працював також над сатиричною графікою. Друкував свої карикатурні статті під псевдонімом «Кобальт» у львівському гумористичному часописі «Хохлік»(пол. «Chochlik»).

## Роботи
Найбільш відомі знаходяться в музеях:
- у Львові (автопортрет (1862), портрет доктора Смолька (1875) та (1883));
- у Кракові (автопортрет (1885) та 2 інші);
- у Раперсвільських колекціях (портрет братів Козакевичів та інші).

Привертає увагу «Українська русалка» (1873).
Відомий також портрет князя Адама Стефана Сапеги (1878). Він добре зобразив: Корнеля Уєйського (1868), Антонія Куржаву] (1871), М. Трояцьку (1873), А. Гофман (1875), В. Завадського (1875), колекціонера К. Кюнґля (1876), книговидавця Ф. Г. Рихтера (бл. 1876), Воробкевича, Станіслава Тарновського, К. Дідушицького (1881), С. Червінського (1882), архітекторів Л. Бодашевського (1884) і В. Равського-старшого (1884), та голову львівського казино Ю. Малиновського (1885).

## Галерея

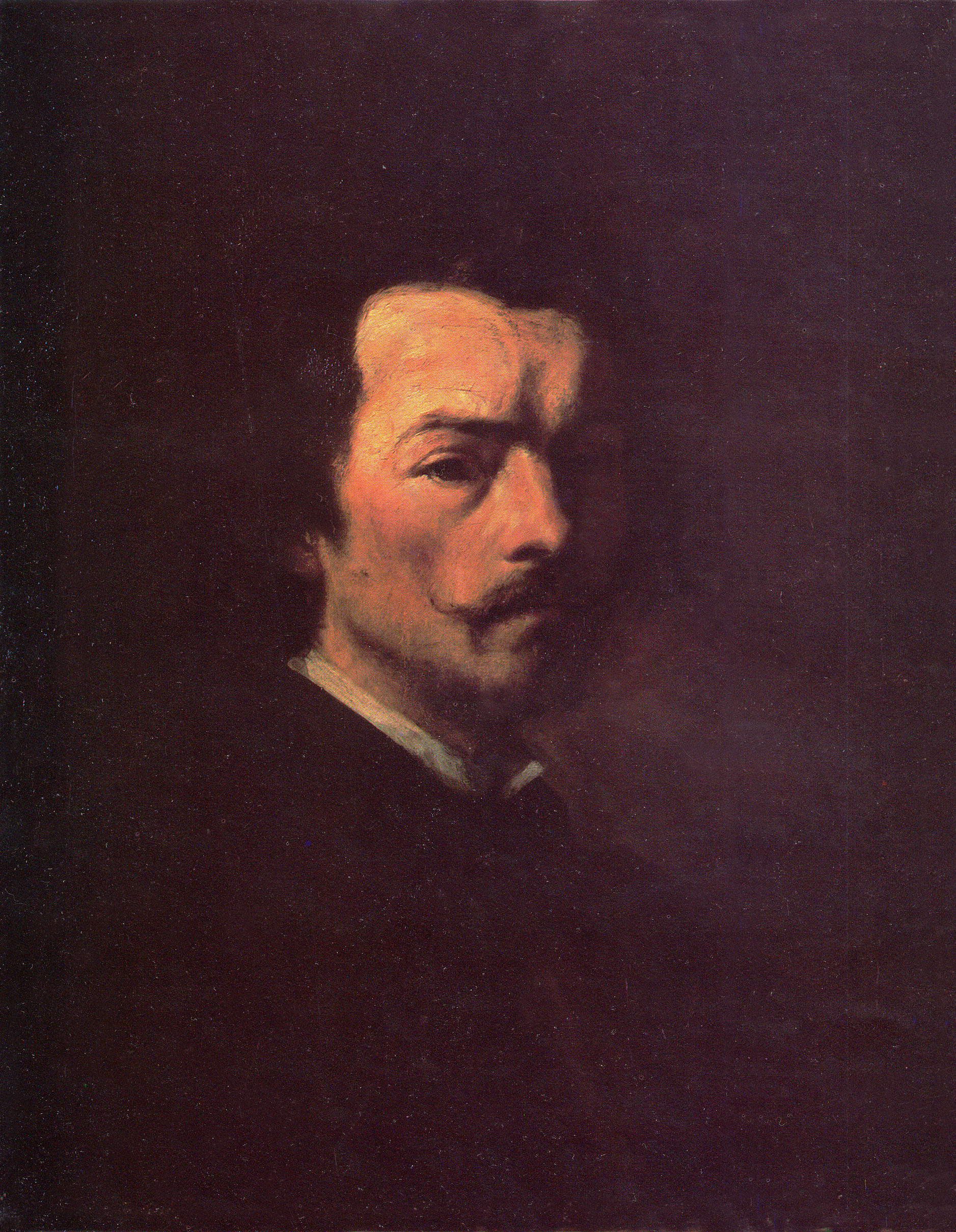
«Автопортрет» (1862)
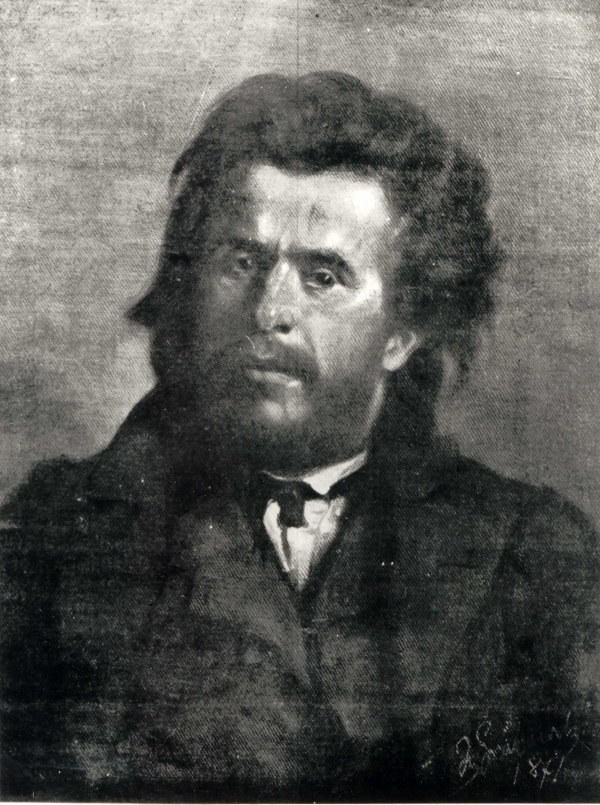
«Антоні Куржава» (1871)
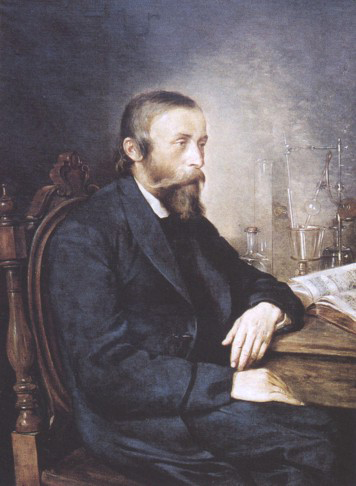
«Ігнатій Лукасевич» (1884)